# Tjåggŋårisjávrásj
Tjåggŋårisjávrásj, enligt tidigare ortografi Tjågnårisjauratj, är en sjö i Jokkmokks kommun i Lappland och ingår i Luleälvens huvudavrinningsområde. Sjön har en area på 0,128 kvadratkilometer och ligger 969,9 meter över havet. Tjågnårisjauratj ligger i Sarek Natura 2000-område. Sjön avvattnas av ett namnlöst vattendrag som är ett biflöde till Tjåggŋårisjåhkå.

## Delavrinningsområde
Tjåggŋårisjávrásj ingår i det delavrinningsområde (746535-155925) som SMHI kallar för Mynnar i Miellätno. Medelhöjden är 970 meter över havet och ytan är 21,23 kvadratkilometer. Det finns inga avrinningsområden uppströms utan avrinningsområdet är högsta punkten. Tjåggŋårisjåhkå som avvattnar avrinningsområdet har biflödesordning 3, vilket innebär att vattnet flödar genom totalt 3 vattendrag innan det når havet efter 458 kilometer. Avrinningsområdet består mestadels av kalfjäll (97 procent). Avrinningsområdet har 0,54 kvadratkilometer vattenytor vilket ger det en sjöprocent på 2,6 procent.

## Galleri

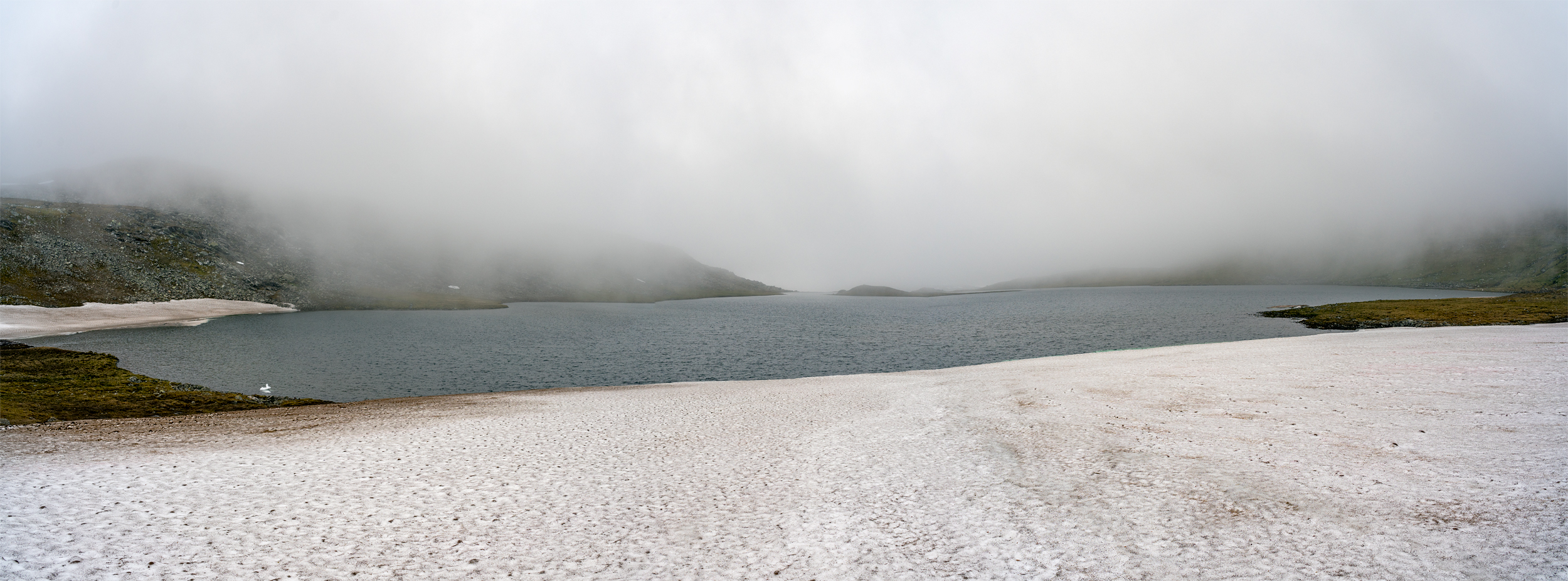
Tjåggŋårisjávrásj - vy mot väster.